# Río Pizote
Río Pizote är ett vattendrag i Nicaragua, på gränsen till Costa Rica. Det ligger i den södra delen av landet. Río Pizote mynnar i sjön Lago de Nicaragua.
Omgivningarna runt Río Pizote är en mosaik av jordbruksmark och naturlig växtlighet.